# François Ngeze

François Ngeze var ordförande i Militära Kommittén för Folkets räddning, och tillika statsöverhuvud i Burundi, ifrån den 21 till den 27 oktober 1993.

## Bakgrund
François Ngeze flydde från Burundi 1972 och levde länge i flyktingläger i Rwanda.